# Митрополит загребачки Доситеј
Доситеј (световно име Драгутин Васић; Београд, 5. децембар 1877 — Београд, 13. јануар 1945) био је епископ нишки и први митрополит загребачки Српске православне цркве, која га је канонизовала као Светог свештеноисповедника Доситеја.

## Биографија
Гимназију и богословију завршио је у свом родном месту. Замонашио се још као ученик богословије и рукоположен је у чин јерођакона. Завршио је кијевску Духовну академију и магистратуру 1904. године, а затим је завршио филозофске науке на Универзитету у Берлину и Лајпцигу.
У мају 1913. године Свети Архијерејски Сабор Краљевине Србије изабрао га је за епископа нишког, а 25. истога месеца посвећен је за епископа.
Током Првог светског рата дочекао је бугарског окупатора у својој резиденцији, а онда је пребачен у интернацију. После капитулације Бугарске враћа се у своју епархију 1918. године. У њој је остао до 1933.
Дана 8. октобра 1932. године у Светом архијерејском сабору једногласно је изабран за првог митрополита Загребачког.
У време враћања Чеха и Словака у православље из римокатолицизма, а у Прикарпатској Русији из уније, епископ Доситеј је три године провео у Чехословачкој као изврстан мисионар, а потом је одржавао сталну везу са младом Православном црквом у овој земљи.
После стварања Загребачке епархије постављен је за првог митрополита загребачког. Митрополит Доситеј се нарочито истакао својим организаторским радом. Новооснованој Митрополији загребачкој поставио је чврсте темеље и дао значај који јој и приличи у таквој политичкој и културној метрополи као што је град Загреб.
Други светски рат је митрополита Доситеја затекао у Загребу, у његовој резиденцији. На дан прогласа НДХ, 10. априла 1941. године, ухапшен је од усташа и са својим ђаконом Лазаром Живадиновићем затворен у злогласни затвор у Петрињској улици. О његовом страдању сведочи и изјава белгијског конзула Арнолда Роберта, који је кроз отвор на вратима ћелије број 8, видевши тело унакаженог митрополита Доситеја, рекао: "Но, богами, ово је дивљаштво што ови људи раде".
Тешко болестан премештен је у болницу Милосрдних сестара. Уместо лечења "милосрдне сестре" свирепо су га мучиле и понижавале. Од њих је свакодневно мучен и злостављан, тако да му је сва брада била почупана. По сведочењу Божидара Церовског, шефа усташке полиције у Загребу, "Митрополит је био тако страшно измрцварен да је једва жив утрпан у воз за Београд". Након вишегодишњих покушаја генерала Недића да издејствује спашавање српског митрополита, коначно је допремљен у Земун, у теретном вагону, болесног митрополита преузимају немачке окупационе власти и спроводе га у Београд. Неколико месеци после тога умро је у манастиру Ваведење у Београду 13. јануара 1945. године, од тешких последица злостављања.
Говорио је одлично руски, чешки, немачки и француски језик.
Одликован је орденом Светог Саве I степена са лентом, златном Обилићевом медаљом за храброст, орденом Карађорђеве звезде 4 степена, орденом Бијелог орла 4 степена и орденом Црвеног крста, руског и југословенског.
На редовном заседању Светог архијерејског сабора Српске православне цркве Митрополит Доситеј је, због свог мученичког страдања и исповедања православне вере, унет у Именослов Српске цркве као исповедник.
Српска црква га прославља 13. јануара/31. децембра.
Увече, 12. маја 2008. године молитвено су пренете мошти Светог свештеноисповедника Доситеја загребачког и ваведењског из гроба у порти манастира Ваведење у Београду у саму цркву.

## Галерија
- Гробно мјесто митрополита Доситеја Васића у дворишту свете обитељи Ваведење у Београду.
- Натпис са друге стране надгробне спомен плоче
- Икона